# Streptococcus mutans
Streptococcus mutans – bakteria Gram-dodatnia, będąca fakultatywnym beztlenowcem. Należy do paciorkowców γ-hemolizujących i jest zaliczana do Streptococcus viridans (paciorkowców zieleniejących). Po raz pierwszy została opisana przez Clare w 1924 roku.
Fizjologicznie występuje w jamie ustnej człowieka, wchodząc tam w skład naturalnej flory bakteryjnej (ok. 2%). Streptococcus mutans i inne bakterie stanowią główny czynnik etiologiczny powstawania próchnicy zębów (wraz z L. acidophilus). Podczas zapalenia dziąseł może przejść przez uszkodzone błony śluzowe do krwiobiegu, powodując przejściową bakteriemię oraz infekcyjne zapalenie wsierdzia.

## Leczenie
Mogą mieć zmniejszoną wrażliwość na penicyliny, dlatego w zakażeniach uogólnionych penicyliny powinno kojarzyć się z aminoglikozydami.
Mikrobiolodzy z UCLA School of Dentistry w listopadzie 2011 ogłosili, iż opracowali płukankę do ust zawierającą STAMP (ang. specifically targeted anti-microbial peptides) o symbolu C16G2, dobrze rokującą jeśli chodzi o eliminację S. mutans (bez wpływu na bakterie saprofityczne) i zapobieganie próchnicy. Jest to pierwsze tego typu celowane działanie na świecie.